# 漆线雕
漆线雕是用精细的漆线，以特殊的制作方法缠绕出金碧辉煌的建筑、栩栩如生的人物以及衣饰花纹，以民间传统题材为主，如龙凤、麒麟、云水、缠枝莲等。它是用油漆加粉末制成细如发丝的线条，在胚体上堆成各种浮凸的图案，然后贴饰金箔，使之更加富丽堂皇。

## 制作
制作漆线雕有以下几道工序：
- 备料：漆线雕的材料采用天然大漆、砖粉或立德粉[1]、桐油、色母(食用色素)等多种材料混合而成。砖粉经与天然漆等材料混合后，经过几个小时的捶打，就形成像面团一样软硬适中，可搓、可塑的漆线团料。
- 搓线：为了表现各种图纹、形状，用特别的搓板，由手工搓成各种粗细不同的柔软而且有弹性的漆线。
- 盘绕形体：以连绵不断的线紧密地盘绕，做出层次丰富而繁复的纹样，并且重重叠叠，在光照下极为立体，以线条极尽精微地表现出卷云、柔水、繁花、缠草，令人叹为观止。
- 表层贴金：将金箔贴在已绕出的纹样的漆线上。

## 漆线雕工艺的历史演变
明清时期，宗教雕塑多趋于程式化，世俗雕塑多趋于装饰化和工艺化。福建是一个民间信仰特别发达的地区。自古以来，人们为了祈福消灾，筑起香案供奉神灵，神像几乎家家必备。这期间，神像的造像形式和装饰风格的变化为居家供奉需要和方便，发展为小型化和重装饰的工艺特点。漆线雕艺术的出现是闽南特殊的文化背景的必然产物。漆线雕在中国闽南地区流传了数百年，其表现力丰富，工艺甚为精湛。在中国古代宗教雕塑历史中，漆线雕以其独特的装饰手法和优于诸如堆漆、沥粉的工艺经久不衰。它作为中国工艺美术的优秀品类深受闽台人民、东南亚以及遍布世界各地的华人华侨所喜爱。
- 1、漆线雕的起源和发展阶段（明代中晚期）

漆线雕是受宋元时期的线雕工艺特别是沥粉和泥线雕等工艺的启发而产生的。宋元时期就有用堆漆和沥粉雕手法来装饰神像。至明代，还有少量应用堆漆的表现手法，明代早期，使用精细的漆线做装饰还不多见。直到明中晚期，漆线雕工艺逐渐形成，并得到较大的发展。这一阶段的漆线雕主要还是以平面局部造型为主。
- 2、漆线雕的成熟阶段（明末清初期）

由明末至清初，漆线雕的工艺水平得到进一步提高，制作基本形成规模，并广泛应用于神像衣饰中。漆线雕在原来平面局部造型的基础上扩展为全身的装饰，并采用漆线及堆漆并用的手法，从而达到浅浮雕的效果。  
- 3、漆线雕的鼎盛阶段（清乾隆、嘉慶、道光时期）

清中期，漆线雕艺术得到更为深入的发展，其表现手法进一步拓宽，工艺几近登峰造极，技法更为纯熟，粗细线条的运用也更加灵活，并开始采用漆线堆叠的立体手法。加之贴金、配彩，使之达到镂金错彩，美轮美奂的艺术效果。
- 4、漆线雕的下滑期（晚清至民国时期）

清朝末年，随着战争动乱，漆线雕工艺开始走下坡路，无论工艺水平还是漆线质量都不能与明末清初相提并论。民国时期，国家内忧外患战事频发，漆线雕水平更为低落，好的作品不多。中华人民共和国成立后，由于当时“破除迷信”的政治原因，已没有漆线雕神像作品继续制作。例外的是，由于出口的需要，仅在厦门还有政府允许某些厂家在生产。